# Teoria ácido-base de Brønsted-Lowry
A teoria de Brønsted-Lowry é uma teoria sobre a reação entre ácidos e bases proposta independentemente por Johannes Nicolaus Brønsted e Thomas Martin Lowry em 1923. O conceito fundamental proposto é que, quando um ácido e uma base reagem entre si, o ácido forma sua base conjugada, enquanto a base forma seu ácido conjugado; com a reação sendo mediada pela troca de um próton (o cátion do hidrogênio, H+).
Embora seja uma generalização da teoria de Arrhenius — que só descreve o fenômeno em soluções aquosas —, seu escopo não inclui reações ácido-base que não envolvam troca de prótons, motivo pelo qual foi suplantada pela teoria ácido-base de Lewis.

## Definição de ácidos e bases
Na teoria de Arrhenius, ácidos são definidos como substâncias que se ionizam em soluções aquosas, liberando H+ (cátions de hidrogênio); enquanto bases são definidas como substâncias que se dissociam em soluções aquosas, liberando OH− (ânions hidróxido).
Em 1923, os físico-químicos Johannes Nicolaus Brønsted, na Dinamarca, e Thomas Martin Lowry, na Inglaterra, propuseram independentemente a teoria que hoje recebe o nome de ambos. Na teoria de Brønsted-Lowry, ácidos e bases são definidos pela maneira com que um reage com o outro, o que permite maior generalidade se comparada com o conceito de Arrhenius.
Esta definição é expressa em termos do seguinte equilíbrio químico:
{\displaystyle {\ce {{\acute {a}}cido{}+base<=>base\ conjugada{}+{\acute {a}}cido\ conjugado}}}
Seja um ácido genérico representado por HA, a reação pode, então, ser representada simbolicamente como
{\displaystyle {\ce {HA + B <=> A- + HB+}}}
onde o símbolo de equilíbrio (⇌) é usado por conta de a reação poder ocorrer tanto no sentido direto quanto inverso. O ácido (HA), ao perder um próton, torna-se sua base conjugada (A−). A base B, então, aceitaria este próton, tornando-se seu ácido conjugado (HB+). Muitas reações ácido-base são tão rápidas que as espécies participantes estão usualmente em equilíbrio dinâmico umas com as outras.

## Soluções aquosas

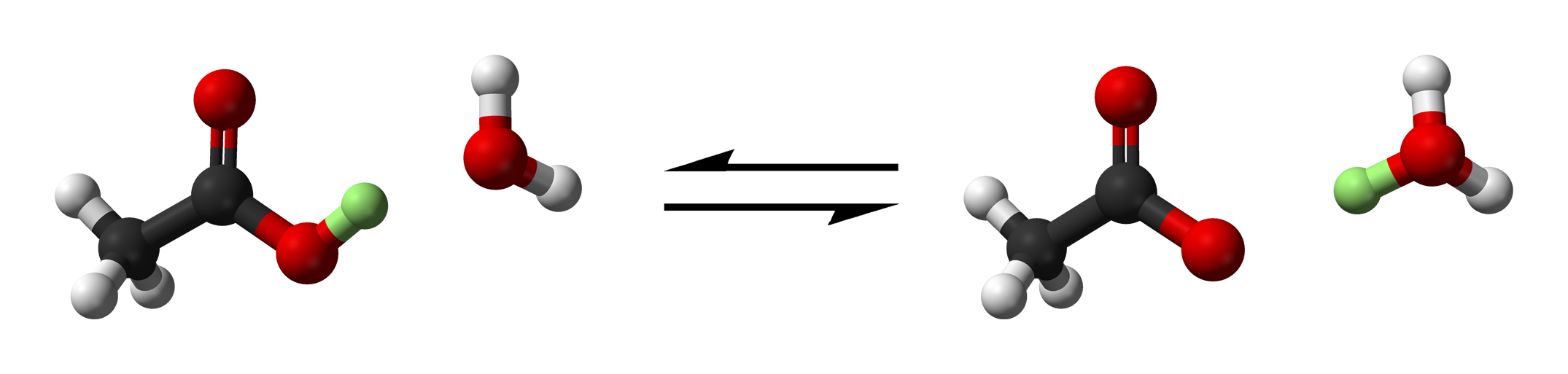
Ácido acético (CH_{3}COOH), um ácido fraco, doa um próton (cátion de hidrogênio, destacado a verde) à água (H_{2}O) por uma reação em equilíbrio, o que resulta no ânion acetato e no cátion hidrônio. Vermelho: oxigênio, preto: carbono, branco: hidrogênio.

Na reação entre ácido acético (CH3COOH) e água (H2O):
{\displaystyle {\ce {CH3 COOH + H2O <=> CH3 COO ^{-}+ H3O+}}}
o ácido acético se comporta como ácido de Brønsted-Lowry pois doa um próton à água, dando origem à sua base conjugada, o ânion acetato (CH3COO−). A água se comporta como base de Brønsted-Lowry pois recebe um próton do ácido acético, dando origem a seu ácido conjugado, o cátion hidrônio (H3O+).
O inverso de uma reação ácido-base também é uma reação ácido-base, porém agora entre o ácido conjugado e a base conjugada da base e do ácido da reação direta, respectivamente. No exemplo acima, o acetato comporta-se como a base da reação inversa, enquanto o hidrônio cumpre o papel de ácido:
{\displaystyle {\ce {H3O ^{+}+ CH3 COO- <=> CH3 COOH + H2O}}}
O que determina qual das duas reações irá predominar é, neste caso, a constante de dissociação ácida (Ka), que é diretamente proporcional à formação de produtos.

## Substâncias anfóteras

Ilustração da natureza anfotérica da água

A essência da teoria de Brønsted-Lowry denota que um ácido é assim definido apenas em relação a uma base, e vice-versa. A água é anfótera devido à sua capacidade de se comportar como ácido ou base a depender do contexto. Na imagem à direita, uma molécula de H2O atua como base, ganhando um H+ e se tornando H3O+; enquanto a outra atua como ácido, perdendo um H+ e se tornando OH−.
Assim, o cátion de hidrogênio — ou mais precisamente o cátion hidrônio em solução aquosa — é um ácido de Brønsted-Lowry, enquanto o o ânion hidróxido é uma base, o que ocorre devido à autoionização da água:
{\displaystyle {\ce {H2O + H2O <=> H3O+ + OH-}}}

### Soluções não aquosas
Uma reação análoga ocorre com a amônia líquida:
{\displaystyle {\ce {NH3 + NH3 <=> NH4+ + NH2^{-}}}}
Nesse caso, o cátion amônio (
NH+
4) equivale, na amônia líquida, ao hidrônio em solução aquosa, enquanto o ânion amida (
NH−
2) seria análogo ao hidróxido. Genericamente, sais de amônio se comportam como ácidos, enquanto amidas se comportam como bases.
Alguns solventes não aquosos podem se comportar como bases, isto é, como aceptores de prótons com relação a um ácido de Brønsted-Lowry:
{\displaystyle {\ce {HA + S <=> A- + SH+}}}
onde S simboliza uma molécula do solvente. Uns dos mais importantes solventes desse tipo são o dimetilsulfóxido (DMSO) e a acetonitrila (CH3CN), pois trata-se de solventes amplamente utilizados para a determinação de constantes de dissociação ácida de moléculas orgânicas. Como o DMSO é um aceptor de prótons mais forte que H2O, o ácido, por consequência, é mais forte nele do que numa solução aquosa. De fato, muitas moléculas em meio não aquoso se comportam como ácidos, ainda que isso não se observe em soluções aquosas. Um caso extremo é o de ácidos conjugados de carbânions, nos quais um próton pode ser extraído de uma ligação C–H.
Alguns solventes não aquosos podem também se comportar como ácidos. Um solvente ácido é capaz de aumentar a basicidade de substâncias dissolvidas nele. Por exemplo, o ácido acético (CH3COOH) recebe esse nome por conta de seu caráter ácido em água. No entanto, ele se comporta como base em cloreto de hidrogênio líquido, uma vez que este é um solvente muito mais ácido que o ácido acético:
{\displaystyle {\ce {HCl + CH3COOH <=> Cl- + CH3C(OH)2+}}}

## Comparação com a teoria ácido-base de Lewis

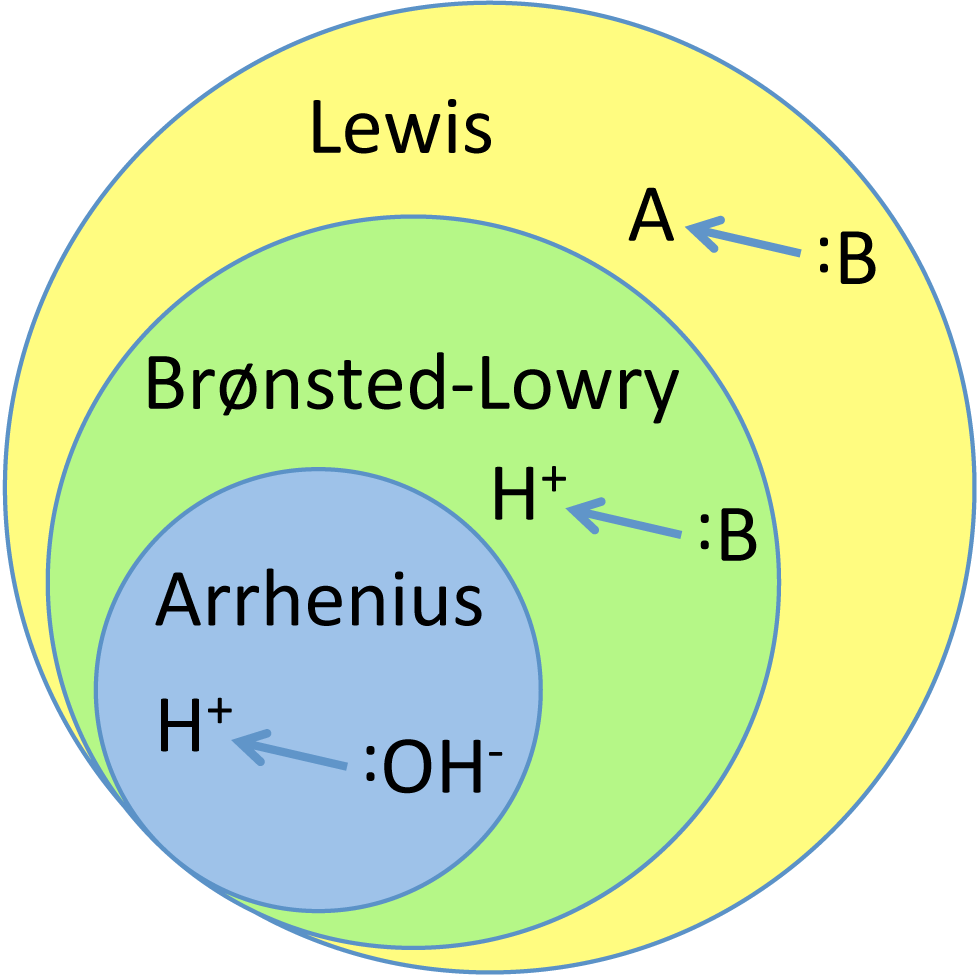
Diagrama de Venn para as principais teorias ácido-base.

No mesmo ano em que Brønsted e Lowry publicaram sua teoria, Gilbert Newton Lewis propôs uma interpretação alternativa às reações ácido-base. A teoria de Lewis tem como base a estrutura eletrônica das moléculas, sendo que uma base de Lewis é definida como um composto capaz de doar um par de elétrons, cujo aceptor seria um ácido de Lewis.
Lewis posteriormente declarou que "restringir o grupo de ácidos às substâncias que contêm hidrogênio interfere tão gravemente com a compreensão sistemática da química quanto restringir o termo agente oxidante a substâncias contendo oxigênio."
A proposta de Lewis também é capaz de explicar a classificação de Brønsted-Lowry em termos das estruturas eletrônicas das espécies envolvidas:
{\displaystyle {\ce {HA + B <=> A- + BH+}}}
Na representação de Lewis, tanto a base (B) quando o ácido conjugado (A−) possuem um par de elétrons livres, e o próton, que atua como ácido de Lewis, atuaria como aceptor do par de elétrons.

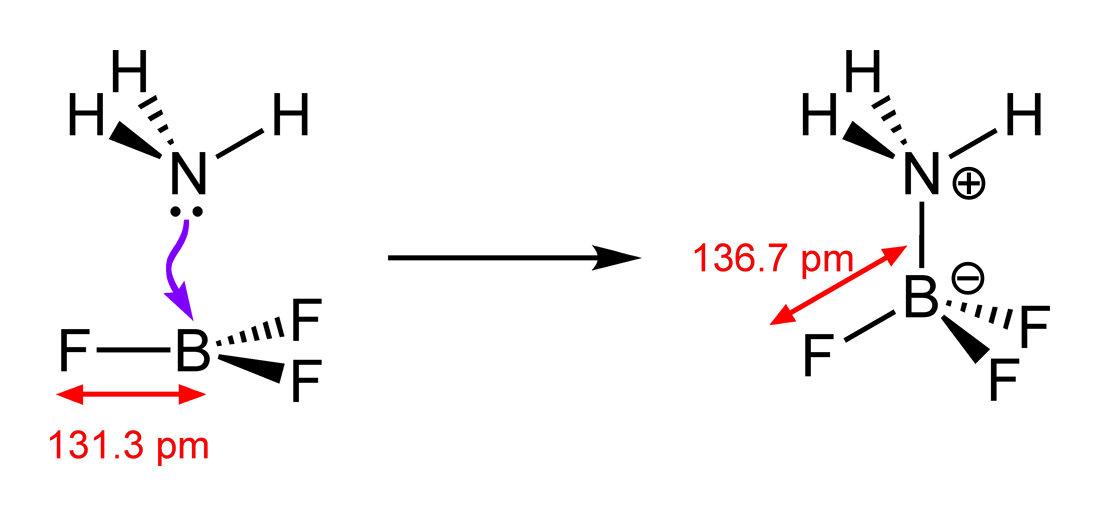
Aduto da reação entre amônia e trifluoreto de boro

Na teoria de Lewis, um ácido (A) e uma base (B:) formam um aduto (AB), no qual o par de elétrons é usado para formar uma ligação covalente coordenada entre A e B. Isso é ilustrado pela formação do aduto H3N−BF3 a partir de amônia e trifluoreto de boro (BF3), uma reação que não ocorreria naturalmente em solução aquosa porque o trifluoreto de boro reage violentamente com água por meio de hidrólise:
{\displaystyle {\ce {BF3 + 3H2O -> B (OH)3 + 3HF}}}
{\displaystyle {\ce {HF <=> H+ + F-}}}
O ácido bórico é considerado um ácido de Lewis em virtude da seguinte reação:
{\displaystyle {\ce {B(OH)3 + H2O <=> B(OH)4- + H+}}}
Neste caso, não é o ácido o doador de prótons, mas sim a base (H2O). A  solução de B(OH)3 é ácida pois íons H+ são liberados na reação.
Há grandes evidências de que soluções diluídas de amônia contêm frações desprezíveis do cátion amônio:
{\displaystyle {\ce {H2O + NH3 -> OH- + NH+4}}}
e que, quando dissolvida em água, a amônia funciona como uma base de Lewis.
Um exemplo de uma mesma substância ora encaixando-se na definição de Brønsted-Lowry, ora estando fora de seu escopo pode ser visto em substâncias anfóteras como o hidróxido de alumínio [Al(OH)3]:
{\displaystyle {\ce {Al (OH)3 + OH- <=> Al(OH)^{-}4}}} atuando como ácido de Lewis em meio básico, pois não há troca de prótons entre si;
{\displaystyle {\ce {3H+ + Al (OH)3<=> 3H2O + Al^{3+}(aq)}}} atuando como base de Brønsted-Lowry em meio ácido.

## Comparação com a teoria de Lux–Flood
Na teoria de Lux–Flood, reações entre óxidos em estado líquido ou sólido são comparadas a reações ácido-base, o que não é levado em conta na teoria de Brønsted-Lowry. Nesse caso, um ácido é definido como um aceptor de óxido, enquanto a base seria seu doador. Por exemplo, a reação:
{\displaystyle {\ce {SiO2 + CaO -> CaO.SiO2}}}
representada genericamente por:
{\displaystyle {\ce {{\acute {a}}cido{}+base->sal}}}
não se enquadra no escopo da definição de Brønsted-Lowry para ácidos e bases. Por outro lado, o óxido de magnésio (MgO) atua como base de Brønsted-Lowry ao reagir com um ácido em solução aquosa:
{\displaystyle {\ce {2H+ + MgO(s) -> Mg2+(aq) + 2H2O}}}
Dióxido de silício (SiO2 ou sílica) dissolvido em água também pode ser interpretado como um ácido fraco pela definição de Brønsted-Lowry:
{\displaystyle {\ce {SiO2(s) + 2H2O <=> Si(OH)4_{(aq)}}}}
{\displaystyle {\ce {Si(OH)4_{aq}<=> Si(OH)3O- + H+}}}

### Livros
- Ebbing, Darrell; Gammon, Steven D. (2010). General Chemistry, Enhanced Edition. Boston: Cengage Learning. ISBN 0-538-49752-1
- Gerrard, W. (1976). Solubility of Gases and Liquids: A Graphic Approach Data — Causes — Prediction 1ª ed. Nova Iorque: Springer Science & Business Media. ISBN 9781489926449
- Holliday, A.K.; Massy, A.G. (1965). Inorganic Chemistry in Non-Aqueous Solvents. Oxford: Pergamon Press
- Housecroft, Catherine E.; Sharpe, A. G. (2004). Inorganic Chemistry 2ª ed. Londres: Pearson Prentice-Hall
- Masterton, William; Hurley, Cecile; Neth, Edward (2011). Chemistry: Principles and Reactions. Boston: Cengage Learning. ISBN 1-133-38694-6
- Miessler, G. L.; Tarr, D. A. (1991). Inorganic Chemistry 2ª ed. Londres: Pearson Prentice-Hall
- Myers, Richard (2003). The Basics of Chemistry. Santa Bárbara: Greenwood Publishing Group. ISBN 978-0-313-31664-7
- Patrick, Graham (2012). Instant Notes in Organic Chemistry. Abingdon: Taylor & Francis. ISBN 978-1-135-32125-3
- Pauling, Linus (1960). The Nature of the Chemical Bond 3ª ed. Ithaca: Cornell University Press
- Whitten, Kenneth; Davis, Raymond; Peck, Larry; Stanley, George (2013). Chemistry. Boston: Cengage Learning. ISBN 1-133-61066-8

### Periódicos
- Brönsted, J. N. (1923). «Einige Bemerkungen über den Begriff der Säuren und Basen» Algumas observações sobre o conceito de ácidos e bases. Recueil des Travaux Chimiques des Pays-Bas. 42 (8). doi:10.1002/recl.19230420815
- Donten, Mateusz L.; VandeVondele, Joost; Hamm, Peter (2012). «Speed Limits for Acid–Base Chemistry in Aqueous Solutions». CHIMIA International Journal for Chemistry. 66 (4). doi:10.2533/chimia.2012.182
- Flood, H.; Förland, T.; Sillén, Lars Gunnar; Linnasalmi, Annikki; Laukkanen, Pentti (1947). «The Acidic and Basic Properties of Oxides». Acta Chemica Scandinavica. 1. doi:10.3891/acta.chem.scand.01-0592
- Hall, Norris F. (1940). «Systems of Acids and Bases». Journal of Chemical Education. 17 (3). doi:10.1021/ed017p124
- Lowry, T. M. (1923). «The uniqueness of hydrogen». Journal of the Society of Chemical Industry. 42 (3). doi:10.1002/jctb.5000420302
- Sanger, Michael J.; Danner, Matthew (2010). «Aqueous Ammonia or Ammonium Hydroxide? Identifying a Base as Strong or Weak». Journal of Chemical Education. 87 (11). doi:10.1021/ed100536n